# Marius Carion
Marius Carion, né à Blaugies le 26 janvier 1898 et mort le 6 juin 1949 à Jemappes, est un peintre portraitiste et paysagiste, lithographe et graveur belge.

## Biographie
Marius Henri Renel Carion, né le 26 janvier 1898, est le fils d'Henri Carion, sabotier, et d'Alice Hannotiau, repasseuse à domicile. À la suite du décès de son père en 1900, Marius Carion déménage à Wasmes dans le Borinage avec sa mère. En décembre 1924, il épouse Mariette Jassogne à Jumet.
Sa scolarité se limite à l'école primaire. Très tôt, il aime croquer des personnages ou des paysages du Borinage. Il doit toutefois exercer des petits métiers pour subvenir aux besoins de sa famille. À la suite du déclenchement de la Première Guerre mondiale et de l'occupation de la Belgique par l'Allemagne, il est contraint de trouver une autre occupation l'empêchant d'être déporté en Allemagne. Il trouve refuge à l'Institut des Arts et Métiers de Marius Renard à Saint-Ghislain. En 1915, il poursuit à l'Académie royale des Beaux-Arts de Mons dont il sort diplômé en 1920. En 1921, il se classe deuxième à l'examen d'admission pour le prix de Rome pour la gravure.
À partir de 1919, il expose à Wasmes, à Charleroi, La Louvière, Mons (au Cercle du Bon Vouloir), Bruxelles et Rouen.
Pendant toute son existence, il reste fondamentalement attaché à sa région faite de mines, de terrils et à la vie de sa population industrieuse qu'il représente à différentes saisons et dans différentes postures. Il est maintes fois descendu dans la mine pour mieux exprimer la vie rude et le visage crispé des mineurs. Il réalise également des caricatures, des gravures et des illustrations sur ces mêmes thèmes de prédilection. Il a également pratiqué la gouache.
Au début de sa carrière, le dessin occupe une place prépondérante. Il évoluera ensuite vers plus de synthétisation dans sa représentation des paysages se rapprochant ainsi de l'expressionnisme.
L'on trouve ses œuvres dans les musées de Mons, Bruxelles, Spa, Liège, Tournai, Namur, Charleroi et La Louvière.
En 1932, Carion déménage à Wasmes et pour subvenir aux besoins de sa famille, il ouvre un commerce de radio puis de photographie. Passionné d'art et de culture, il est resté proche du milieu artistique et de ses amis Armand Simon, Edmond Dubie et Marguerite Akarova.
À la suite d'une crise d'appendicite, il décède le 6 juin 1949 lors d'une opération et est inhumé à Blaugies. Sur sa tombe figurent un buste et le texte que lui a dédié Marguerite Akarova.

## Hommages et distinctions
En 1950, la ville de Mons lui décerne le prix Claude Sauté à titre posthume. Une rue de Colfontaine porte son nom pour perpétuer sa mémoire.
La distinction suivante lui a été attribuée en 1940 :
- Chevalier de l'ordre de Léopold II (Belgique).